# Comtat de Castell
El Comtat de Castell va ser un comtat del Sacre Imperi. Es trobava al nord de Baviera (actual Alemanya), i governava una sèrie de territoris a la regió històrica de Francònia, tant a l'est com a l'oest de Würzburg. Els comtes de Castell eren comtes de Kreis Gerolzhofen, Regierungsbezirk i Unterfranken de Baviera. Eren membres del Fränkische Grafenkolleg ("Col·legi dels comtes de Francònia").
Les dues branques principals de la Casa de Castell eren la línia protestant Castell-Remlingen (esdevening després Castell-Castell) i la protestant-catòlica Castell-Rüdenhausen.
Castell estava compost per tres territoris (Flecken) i 28 pobles, amb uns 10.000 habitants en el moment de la mediatització. El comtat de Castell es va unir a Baviera el 1806.

## Particions del comtat
- Castell-Remlingen (1597–1806)
  - Castell-Castell (1668–1806)
- Castell-Rüdenhausen (1597–1806)